# Heinz-Kurt Steinkampf
Heinz-Kurt Steinkampf  (* 28. März 1915 in Berlin; † 13. Februar 1983 ebenda) war ein deutscher Politiker (SPD).
Heinz-Kurt Steinkampf besuchte eine Realschule und studierte anschließend an der Technischen Hochschule in Berlin-Charlottenburg für Hoch- und Tiefbau. Er wurde Architekt und Bauingenieur.
Nach dem Zweiten Weltkrieg wurde Steinkampf 1946 von der Bezirksverordnetenversammlung (BVV) im Bezirk Schöneberg zum Bezirksrat für Bau- und Wohnungswesen gewählt. Durch den Tod des Bezirksbürgermeisters Erich Wendland im Oktober 1950 amtierte Steinkampf für einige Monate als Bürgermeister. Bei der Berliner Wahl 1950 wurde er zunächst in das Abgeordnetenhaus von Berlin gewählt, doch im April 1951 schied er aus dem Parlament aus, da nun die BVV im Bezirk Neukölln ihn zum Bezirksstadtrat für Bau- und Wohnungswesen wählte. Im September 1953 wechselte er in den Vorstand der Gemeinnützigen Wohnungsbau-Aktiengesellschaft (Gewobag) in Berlin, wo er bis 1968 arbeitete.